# Diecezja Tyler
Diecezja Tyler (łac. Dioecesis Tylerensis, ang. Diocese of Tyler) jest diecezją Kościoła rzymskokatolickiego w metropolii Galveston-Houston w Stanach Zjednoczonych w północno-wschodniej części stanu Teksas.

## Historia
Diecezja została kanonicznie erygowana 12 grudnia 1986 przez papieża Jana Pawła II. Wyodrębniono ją z diecezji Beaumont, Dallas i Galveston-Houston. Pierwszym ordynariuszem został dotychczasowy kapłan archidiecezji San Antonio Charles Edwin Herzig (1929-1991).

## Ordynariusze
- Charles Edwin Herzig (1986–1991)
- Edmond Carmody (1992–2000)
- Álvaro Corrada del Rio SJ (2000–2011)
- Joseph Strickland (2012–2023)
- Gregory Kelly (od 2025)